# EM-2
Enfield ЕМ-2 (Experimental Model 2) — английский автомат, разработанный по схеме «Булл-пап» под созданный в конце 1940-х патрон калибра .280 British. Параллельно с ЕМ-2 велась работа над созданием автомата EM-1 и пулемёта TADEN под новый патрон. ЕМ-2 был призван заменить старую винтовку Ли-Энфилд 1904 и пистолеты-пулемёты Sten.
Автомат был принят на вооружение в 1951 году под названием «7-мм винтовка автоматическая, N9 Mk1» (Rifle, Automatic, caliber .280, Number 9 Mark 1), однако серийно не выпускался, поскольку в том же году под давлением США новое правительство Великобритании приняло решение о переходе на американский патрон 7,62×51 мм НАТО (Т65), а модернизация нового автомата под этот патрон была довольно сложна. В результате на вооружение был принят L1A1 (самозарядный вариант FN FAL).

## Система
Основа автоматики — газоотводный двигатель с длинным ходом газового поршня. Затвор имеет цилиндрическую форму, запирание осуществляется разведением двух симметрично расположенных по бокам затвора боевых упоров за вырезы в стенках ствольной коробки. Узел запирания аналогичен таковому у немецких винтовок Gewehr 43.
Когда затвор затвора приходит в переднее положение, возвратная пружина продолжает давить сзади на газовый поршень, двигающийся вперёд вместе с корпусом УСМ. Он, в свою очередь, двигаясь вперёд, разводит боевые упоры в стороны, тем самым запирая затвор. После выстрела газовый поршень под давлением пороховых газов начинает двигаться назад, сжимая возвратную пружину. Корпус ударно-спускового механизма движется назад, по ходу движения убирая боевые упоры в затвор, а затем увлекая изначально запертый затвор назад. Огонь ведётся с закрытого затвора. В общем корпусе, внутри полого затвора, размещены УСМ, двойная витая боевая пружина и шептало. Прицел — оптический (имеющий сетку с отметками для введения поправок на дальность стрельбы), размещённый в интегральной ручке для переноски, слева от которой имеется резервный складной диоптрический целик. Складная мушка размещена на левой стороне газовой каморы. Цевьё и пистолетная рукоятка — деревянные. Для крепления ремня на переднем ложевом кольце и сзади на съемном затыльнике имеются антабки.